# Saint-Martin-d’Heuille
Saint-Martin-d’Heuille ist eine französische Gemeinde mit 556 Einwohnern (Stand: 1. Januar 2022) im Département Nièvre in der Region Bourgogne-Franche-Comté. Die Gemeinde gehört zum Arrondissement Nevers und zum Kanton Guérigny. Die Bewohner werden Saint-Martinois und Saint-Martinoises genannt.

## Geografie
Saint-Martin-d’Heuille liegt etwa neun Kilometer nordöstlich von Nevers in Zentralfrankreich. Umgeben wird Saint-Martin-d’Heuille von den Nachbargemeinden Urzy im Norden und Westen, Vaux d’Amognes im Osten und Nordosten, Montigny-aux-Amognes im Süden und Südosten sowie Coulanges-lès-Nevers im Süden und Südwesten.

## Bevölkerungsentwicklung
| Jahr                       | 1962 | 1968 | 1975 | 1982 | 1990 | 1999 | 2006 | 2013 | 2020 |
| Einwohner                  | 345  | 334  | 380  | 502  | 515  | 534  | 579  | 602  | 564  |
| Quellen: Cassini und INSEE |      |      |      |      |      |      |      |      |      |

## Sehenswürdigkeiten
- Kirche Saint-Martin
- Schloss Les Quatre-Pavillons aus dem 18. Jahrhundert

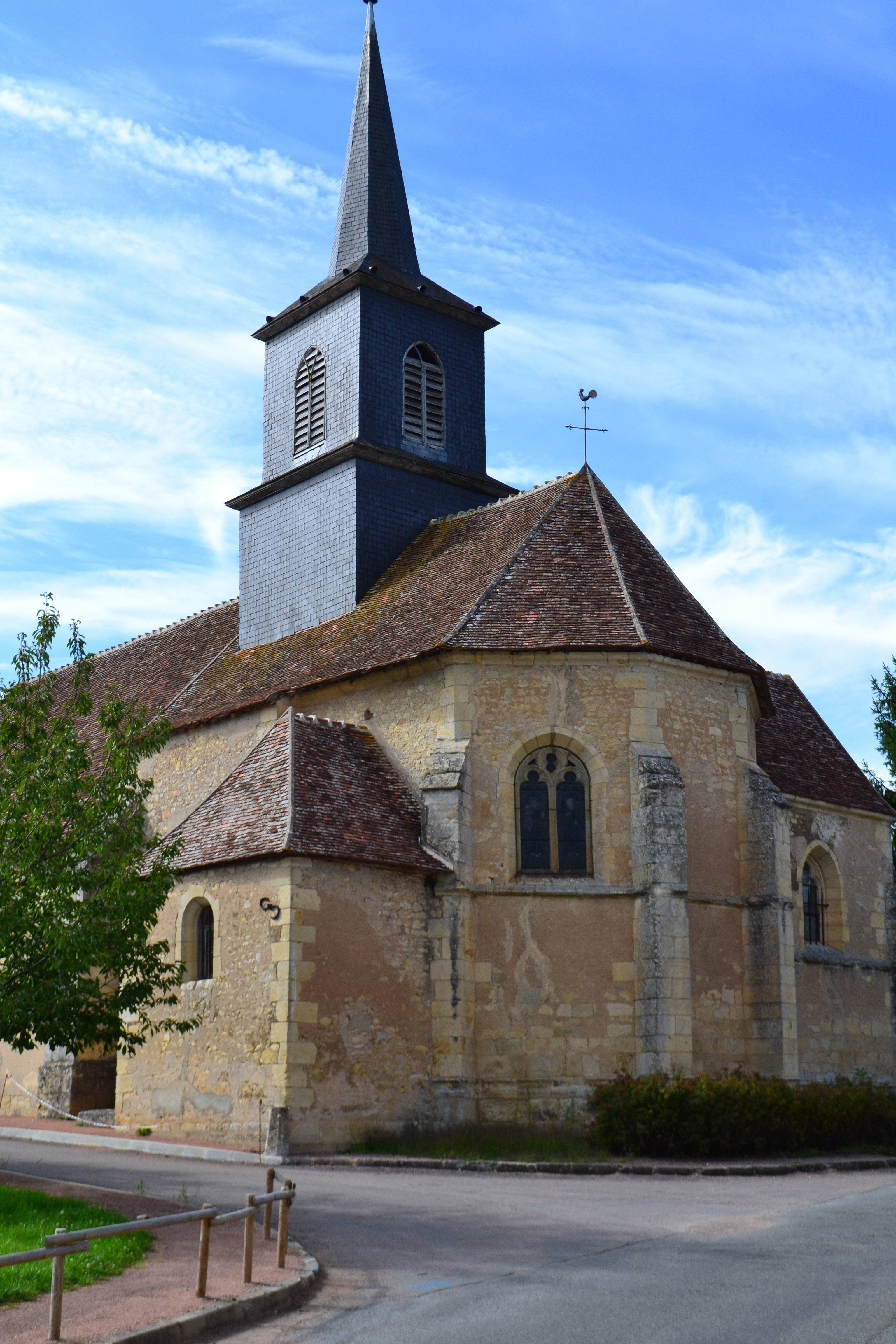
Kirche Saint-Martin